# Gabriel Wennerstedt
Gabriel Wennerstedt, född 30 december 1728 på Sörby gård i Varvs socken, död 14 juni 1793 på Solberga i Veta, Östergötlands län, var en svensk militär och godsägare.

## Biografi
Gabriel Wennerstedt var son till generalmajoren Simon Jakob Wennerstedt (1687–1762) och Beata Sabina Rosenholm (1708–1774) samt dotterson till överjägmästaren Carl Rosenholm (1662–1722). Han var gift med Ulrika Helena Funck (1751–1833) som var dotter till riksrådet Carl Funck. Paret fick fem döttrar.
Wennerstedt var kvartermästare vid Östgöta kavalleriregemente 1743 och livdrabant 1747. Han blev kapten vid Skaraborgs regemente 1749 och fick avsked från sin militära tjänst 1759. Han blev riddare av Svärdsorden 1770. Han var delvis bosatt på Lassåna herrgård 1742–1771. Han drev bland annat Sörby fideikommiss  i Östergötland 1762–1793. Änkan Ulrika Helena Funck behöll Sörby fram till sin död 1833. 
Gabriel Wennerstedt är begravd i Veta kyrka, där hans vapen är uppsatt. Han avled utan söner och slöt således sin ätt på svärdssidan.